# La viuda Ching, pirata
«La viuda Ching, pirata» es un cuento escrito por Jorge Luis Borges, incluido en su libro Historia universal de la infamia (1935). Describe la carrera de una pirata poderosa (basada en la figura histórica, Ching Shih), quien al fin es cercada y derrotada.
Entre los temas y símbolos importantes que presenta el cuento están la lectura, la figura del dragón, la burla, y el sueño.

## Historia de publicación
El cuento fue publicado por primera vez, como «Historia universal de la infamia: La viuda Ching», en Crítica: Revista Multicolor de los Sábados 1.3 (26 de agosto de 1933), p. 3. Dos años más tarde fue publicado en la colección Historia universal de la infamia (Tor, 1935) bajo el título «La viuda Ching, pirata puntual». Con la reedición del libro por la editorial Emecé en 1954, apareció con el nuevo (y ahora definitivo) título, «La viuda Ching, pirata».

## Trama
Todo comienza con el nombramiento del pirata Ching como almirante de su armada (por parte de los accionistas). Esta posición le daba la autoridad de mandar a los piratas debajo de su nivel, quienes ostentaban la reputación de ser crueles y de arrasar con todo lo que se interponía en sus caminos. De una forma planeada por los accionistas, el pirata Ching es envenenado y muere, dejando a la viuda Ching con resentimiento hacia los accionistas que traicionaron a su esposo. Es así como la viuda Ching toma su papel como pirata, y es nombrada la almirante de la armada de su difunto esposo. La viuda gana fama como una pirata tenaz y rígida que tiene un reglamento firme que termina con la muerte de aquellos que no sigan las reglas. Sin embargo, su legado termina en una batalla contra una de las armadas más poderosas del océano asiático. Termina por entregarse, se le concede el perdón y más adelante cambia su oficio de pirata al de contrabandista de opio. Al final, decide cambiarse el nombre a «Brillo de la Verdadera Instrucción» separándose de su reputación como la viuda de Ching.

## Personajes
- La viuda de Ching: pirata protagónica
- El pirata Ching: almirante poderoso
- La armada: compuesta por cuatro jefes
- Kia-King: el joven emperador, Hijo del Cielo

## Antecedentes
Como en la mayoría de los cuentos en Historia universal, el cuento es basado en hechos históricos, sobre los cuales Borges había leído en algún libro.  Aquí, el referente real es la pirata Ching Shih, quien vivió a principios del siglo XIX.  Y Borges nos dice que su fuente para este relato fue The History of Piracy, escrito por Philip Gosse.  Mucha de la trama es tomada de este libro, pero a la vez hay mucha invención por parte de Borges mismo: el edicto imperial, nos dice Norman Thomas di Giovanni, «es todo Borges».

## Temas y simbolismo

### Lectura y comprensión
Según Livia Grotto, «la Viuda Ching comprende algo que está por encima de la comprensión del lector, tan por encima que ni llega a ser expresado (se dice, únicamente, "La Viuda comprendió")».
Nunca se dice lo que comprendió la Viuda Ching.

### El dragón
«La viuda Ching, pirata» presenta un símbolo mítico en el dragón que crea Borges al final del cuento. Este animal representa el final del reino de la pirata y su entrega inevitable al comando imperial. Más aún, se presta como recurso de premonición porque solamente la pirata entiende que el dragón espera su rendición: «La viuda murmuraba una frase: "La zorra busca el ala del dragón", dijo al subir a bordo». Según Livia Grotto, quien compara esta escena con otra encontrada en la obra de Ramón Gómez de la Serna, la presencia del animal se relaciona con «una fuerza emocional».

### Poética borgeana
El pirata que crea Borges no es un pirata común. Por lo tanto, representa el estilo borgeano que intenta salirse de la norma y crear un estilo único. Según Leo Pollman, «No puede caber ninguna duda de que la "metódica aventura" de estos piratas representa la poética de Borges, su insolente y barroca provocación contra todo estilo tradicional y a favor de su poesía de lo imaginario».
Más aún, Borges introduce la palabra «corsaria» en el cuento y la define como una mujer capaz de dominar la altamar. Antes de introducir a la viuda Ching, pirata, Borges incluye breves relatos sobre otras piratas para establecer que «era preciso ser un hombre de coraje, como ella». Por lo tanto, esta cita apoya la visión poética borgeana de acuerdo con la visión de Pollman que se concentra en un Borges en contra de la tradición.

### La burla
Otro elemento que Borges usa seguido en sus cuentos es la burla. En este caso, la burla es hacia el emperador chino y saca a la luz su comando débil. En palabras del crítico Seymour Menton: «Cuando el almirante pierde la batalla frente a la flota de la viuda Ching, la burla otra vez se extiende a la patria borgesiana: el almirante chino se suicida». Para Menton, esta burla también implica a «varios contemporáneos argentinos e hispanoamericanos» quienes de igual manera se apoyan con «desfallecidas flores retóricas».

### El antihéroe
En Historia universal de la infamia, la viuda Ching representa a un personaje frívolo, sin corazón, como los demás personajes de este libro. Por lo tanto, en una comparación con el libro Twelve Bad Men, Daniel Balderston argumenta que «el propósito [...] que anima Historia universal de la infamia [es] aceptar el carácter "pintoresco" de los antihéroes al considerarlos puramente malos».

### El sueño
Para Borges, el sueño es un tema elemental en muchos de sus cuentos. El crítico Mark Frisch sostiene que «las maneras por las cuales se cruzan los sueños y la "realidad", lo misterioso y lo mundano y lo divino y lo humano encantan a Borges». Esto se puede ver en «La viuda Ching, pirata» cuando ella sueña con el mito del dragón y la zorra como emblema de su porvenir.